# Domenico Penzo
Domenico Penzo (Chioggia, Provincia de Venecia, Italia, 17 de octubre de 1953) es un exfutbolista italiano que jugaba en la posición de delantero.

## Clubes
| Club              | País   | Año       |
| ----------------- | ------ | --------- |
| Borgosesia Calcio | Italia | 1972-1973 |
| S. S. Romuleae    | Italia | 1973-1974 |
| A. S. Roma        | Italia | 1974-1975 |
| Piacenza Calcio   | Italia | 1975      |
| Benevento Calcio  | Italia | 1975-1976 |
| A. S. Bari        | Italia | 1976-1978 |
| Monza Brianza     | Italia | 1978-1979 |
| Brescia Calcio    | Italia | 1979-1981 |
| Hellas Verona     | Italia | 1981-1983 |
| Juventus F. C.    | Italia | 1983-1984 |
| S. S. C. Napoli   | Italia | 1984-1986 |
| Trento Calcio     | Italia | 1987-1988 |

## Palmarés

### Campeonatos nacionales
| Título  | Club          | País   | Año     |
| ------- | ------------- | ------ | ------- |
| Serie B | Hellas Verona | Italia | 1981-82 |
| Serie A | Juventus F.C. | Italia | 1983-84 |

### Copas internacionales
| Título           | Club           | País   | Año     |
| ---------------- | -------------- | ------ | ------- |
| Recopa de Europa | Juventus F. C. | Italia | 1983-84 |